# Повітряні сили Аргентини
Повітряні сили Аргентини (ісп. Fuerza Aérea Argentina, FAA) — авіація Збройних сил Аргентини. Створені 4 січня 1945 року.
На 2007 рік особовий склад ВПС Аргентини становив 21 560 осіб, зокрема 14 606 військових (2 497 офіцерів, 9 394 унтер-офіцерів і 1 718 солдатів) і 6 854 цивільних працівників. На озброєнні знаходиться 313 літаків.
Головнокомандувачем ВПС Аргентини є президент. Управління, віддання наказів і координацію дій військ здійснює Міністерство оборони. Нинішнім командувачем генерального штабу є бригадир-майор Енріке Амрейн.

## Техніка та озброєння
На озброєнні ВПС Аргентини станом на 2015 рік знаходилася наступна техніка та засоби ураження:
| Тип          | Кількість | Замовлення |
| ------------ | --------- | ---------- |
| А-4 Скайхок  | 22        |            |
| IA-58 Пукара | 31        |            |
| IA-63        |           | 22         |
| Міраж IIIEA  | 6         |            |
| Міраж 5      | 4         |            |
| Нешер        | 4         |            |
| Learjet 35   | 4         |            |
| КС-130Н      | 1         |            |
| C-130H/L-100 | 4         |            |
| F27          | 4         |            |
| F28          | 3         |            |
| КС-390       |           | 6          |
| Bell 212/412 | 10        |            |
| Ka-226       |           | 3          |
| MD 500       | 12        |            |
| Mi-171       | 2         | 5          |
| SA.315       | 2         |            |
| UH-1H        | 1         |            |
| AT/IA-63     | 18        | 18         |
| EMB-312      | 26        |            |
| G 120TP      | 4         | 5          |
| Міраж IIIDA  | 2         |            |
| OA-4AR       | 3         |            |

## Розпізнавальні знаки

Розпізнавальний знак
Знак на кіль